# Wereldbeker schaatsen 2013/2014 - Ploegenachtervolging vrouwen
De ploegenachtervolging voor vrouwen voor de wereldbeker schaatsen 2013/2014 stond dit seizoen vier keer op het programma. De eerste was op 10 november 2013 in Calgary en de laatste was in Heerenveen op 16 maart 2014.
Titelverdediger was Nederland die vorig seizoen tijdens de wereldbekerfinale de eindoverwinning veilig stelde door te winnen, voor Canada en Polen. Het Nederlandse damesteam verscheen dat seizoen in vier verschillende opstellingen. Opnieuw verscheen het Nederlandse team telkens in verschillende samenstellingen, maar ze wonnen alle vier de races en wonnen het klassement voor Polen en Japan. Het team van Nederland werd tussendoor ook olympisch kampioen.

## Podia
| Wedstrijd:     | Goud:                                                   | Tijd    | Zilver:                                                           | Tijd    | Brons:                                                              | Tijd    |
| Calgary        | Nederland Lotte van Beek Linda de Vries Ireen Wüst      | 2.57,82 | Japan Ayaka Kikuchi Maki Tabata Nana Takagi                       | 2.58,53 | Polen Katarzyna Bachleda-Curuś Katarzyna Woźniak Luiza Złotkowska   | 2.59,42 |
| Salt Lake City | Nederland Antoinette de Jong Linda de Vries Ireen Wüst  | 2.56,02 | Canada Kali Christ Christine Nesbitt Brittany Schussler           | 2.56,90 | Verenigde Staten Brittany Bowe Heather Richardson Jilleanne Rookard | 2.57,09 |
| Berlijn        | Nederland Marrit Leenstra Jorien ter Mors Ireen Wüst    | 2.58,19 | Polen Katarzyna Bachleda-Curuś Natalia Czerwonka Luiza Złotkowska | 3.01,18 | Zuid-Korea Kim Bo-reum Noh Seon-yeong Yang Shin-young               | 3.02,04 |
| Heerenveen     | Nederland Lotte van Beek Marrit Leenstra Linda de Vries | 2.59,65 | Polen Katarzyna Bachleda-Curuś Natalia Czerwonka Luiza Złotkowska | 3.01,44 | Japan Ayaka Kikuchi Maki Tabata Nana Takagi                         | 3.04,38 |

## Eindstand
| #  | Land             | Schaatsers                                               | CAL | SLC | BER | HVN | Totaal |
| -- | ---------------- | -------------------------------------------------------- | --- | --- | --- | --- | ------ |
| 1  | Nederland        | Van Beek, De Jong, Leenstra, Ter Mors, L. de Vries, Wüst | 100 | 100 | 100 | 150 | 450    |
| 2  | Polen            | Bachleda-Curuś, Czerwonka, Woźniak, Złotkowska           | 70  | 45  | 80  | 120 | 315    |
| 3  | Japan            | Kikuchi, Tabata, N. Takagi                               | 80  | 60  | 40  | 105 | 285    |
| 4  | Canada           | Blondin, Christ, Irvine, Nesbitt, Schussler              | 60  | 80  | 50  | 90  | 280    |
| 5  | Zuid-Korea       | Kim, Noh, Park, Yang                                     | 50  | 40  | 70  |     | 160    |
| 6  | Rusland          | Graf, Lobysjeva, Sjichova, Skokova                       | 45  | 50  | 60  |     | 155    |
| 7  | Verenigde Staten | Bowe, Richardson, Rookard                                | 35  | 70  | 45  |     | 150    |
| 8  | Noorwegen        | Bøkko, Hemmer, Njåtun                                    | 40  | 35  | 35  |     | 110    |
| 9  | China            | Li, Liu, Zhao                                            | 30  | 30  | 25  |     | 85     |
| 10 | Duitsland        | Angermüller, Bay, Kraus, Pechstein                       | 21  | 21  | 30  |     | 72     |
| 11 | Italië           | Bettrone, Lollobrigida, P. Simionato                     | 25  | 25  | 21  |     | 71     |
| 12 | Tsjechië         | Erbanová, Sáblíková, Zdráhalová                          | 18  | –   | –   |     | 18     |

2004/2005 · 
2005/2006 · 
2006/2007 · 
2007/2008 · 
2008/2009 · 
2009/2010 · 
2010/2011 · 
2011/2012 · 
2012/2013 · 
2013/2014 · 
2014/2015 · 
2015/2016 · 
2016/2017 · 
2017/2018 · 
2018/2019 · 
2019/2020 · 
2020/2021 · 
2021/2022 · 
2022/2023 · 
2023/2024 · 
2024/2025